# シャンデリア (Plastic Treeのアルバム)
『シャンデリア』は、Plastic Treeの通算7枚目のオリジナルアルバム。2006年6月28日発売。発売元はユニバーサルJ。

## 概要
前作『cell.』から約1年10ヶ月ぶりのリリース。インディーズレーベルに移籍後のシングル4曲、ユニバーサルミュージックに再移籍後のシングル1曲を含めた12曲を収録。
初回盤、通常盤の2タイプ発売。初回盤にのみ、「ナミダドロップ ミュージッククリップ」、「特典映像其の一　『シャンデリア』ジャケット撮影風景」、「特典映像其の二　プラ日報（改訂版）」を収録したDVD付。通常盤にのみ、「六月の雨 (雨降りmix)」収録。

## 収録曲
プロデュース：増渕東(Laquia inc.)&プラスティック トゥリー(M-1,2,3,5,7,8,12)、プラスティック トゥリー(M-4,6,9,10,11)

### 通常盤
1. ヘイト・レッド、ディップ・イット [4:31]
  - 作詞・作曲：長谷川正
2. 内臓マイク [3:47]
  - 作詞：有村竜太朗、作曲：長谷川正
3. ナミダドロップ [4:26]
  - 作詞・作曲：有村竜太朗
  - 朝日放送・テレビ朝日系アニメ『ガラスの艦隊』エンディングテーマ。
  - ポケメロJOYSOUND TVCMソング。
  - スカイパーフェクTV!『V-STYLE "Move!!"』エンディングテーマ。
4. Ghost [4:52]
  - 作詞・作曲：ナカヤマアキラ
  - 23rdシングル。一部歌い直しがされている。
5. puppet talk [5:08]
  - 作詞・作曲：ナカヤマアキラ
6. 名前のない花 [5:04]
  - 作詞：有村竜太朗、作曲：長谷川正
  - ポケメロJOYSOUND TVCMソング。
7. 37℃ [3:48]
  - 作詞・作曲：有村竜太朗
8. cage for rent [5:13]
  - 作詞・作曲：ナカヤマアキラ
9. 讃美歌 [5:04]
  - 作詞・作曲：有村竜太朗
  - 18thシングル。
10. センチメントマシーン [4:00]
  - 作詞・作曲：長谷川正
11. 空中ブランコ [5:23]
  - 作詞：有村竜太朗、作曲：長谷川正
12. ラストワルツ [4:26]
  - 作詞：有村竜太朗、作曲：長谷川正
13. 六月の雨 (雨降りmix) [6:29]
  - 作詞：有村竜太朗、作曲：ナカヤマアキラ
  - 22ndシングル「ナミダドロップ」カップリング曲「六月の雨」のアレンジ版。通常盤のみに収録。

### 初回盤
CD
1. ヘイト・レッド、ディップ・イット [4:31]
2. 内蔵マイク [3:47]
3. ナミダドロップ [4:26]
4. Ghost [4:52]
5. puppet talk [5:08]
6. 名前のない花 [5:04]
7. 37℃ [3:48]
8. cage for rent [5:13]
9. 讃美歌 [5:04]
10. センチメントマシーン [4:00]
11. 空中ブランコ [5:23]
12. ラストワルツ [4:26]

DVD
1. ナミダドロップ ミュージッククリップ
2. 特典映像其の一　『シャンデリア』ジャケット撮影風景
3. 特典映像其の二　プラ日報（改訂版）